# James Nares (Maler)
James Nares (* 1953 in London) ist ein englischer Maler, Photograph und Videokünstler.
Nares besuchte die Falmouth Art School und ab 1972 die Chelsea Art School. Im Rahmen eines studentischen Austauschprogrammes studierte er von 1974 bis 1976 an der School of Visual Arts. Er lebt und arbeitet seitdem in den USA. Mit seinen Gemälden hatte er zahlreiche Einzelausstellungen u. a. in New York, Los Angeles, London Köln und Madrid. Außer als Maler wurde er auch als Film- und Videokünstler und Photograph bekannt. Seine Werke wurden u. a. vom Museum of Modern Art, dem Metropolitan Museum of Art und dem Wadsworth Atheneum gesammelt und ausgestellt.

## Weblink
- Homepage of James Nares